# ジョン・クーチ・アダムズ
ジョン・クーチ・アダムズ（またはアダムス、John Couch Adams、1819年6月5日 - 1892年1月21日）は、イギリスの数学者・天文学者である。海王星の軌道を計算しその位置を予測したことで知られる。数学の分野で常微分方程式のアダムズの解法や、数学分野のアダムズ賞などに名前が残っている。

## 生涯
コーンウォールのラニーストに生れた。セント・ジョンズ・カレッジに学び、1859年から33年間ケンブリッジ大学の教授を務めた。
1843年10月に天王星の公転運動の狂いから海王星の存在と位置を予言した。同じ計算を、フランスのユルバン・ルヴェリエも行っており、海王星は彼らの予測の1度以内の位置に、1846年ヨハン・ガレによって発見された。また、月の軌道やしし座流星群の軌道の研究も行った。1849年王立協会フェロー選出。
海王星のまわりのリングはガレ、ルヴェリエ、アダムスと名付けられている。

## 受賞歴
- 1848年 コプリ・メダル
- 1866年 王立天文学会ゴールドメダル